# Enfermedades musculoesqueléticas
Las enfermedades musculoesqueléticas (MSDs) son lesiones o dolor en las articulaciones del cuerpo, ligamentos, músculos, nervios, tendones, y en las estructuras que sostienen las piernas, brazos, cuello y espalda. Estas enfermedades pueden deberse a un esfuerzo repentino, (por ejem: levantar un objeto pesado), o pueden deberse a realizar los mismos movimientos repetidamente, a esto se le llama tensión repetitiva, o exposición repetida. Estas lesiones se deben a la aplicación continua de fuerza, la exposición continua a vibraciones o largos periodos en alguna postura incómoda. Las lesiones y el dolor en el sistema musculoesquelético causados por eventos traumáticos agudos, como un accidente automovilístico o una caída no son considerados desórdenes musculoesqueléticos. Los MSDs pueden afectar diversas partes del cuerpo, incluyendo la espalda baja y alta, el cuello, los hombros y las extremidades (brazos, piernas, pies, y manos). Ejemplos de MSDs incluyen: síndrome del túnel carpal, epicondylitis, tendonitis, dolor de espalda, síndrome de tensión en el cuello y síndrome de vibración en la mano/brazo.

## Diagnosis
El diagnóstico se basa en la información sobre el dolor y los síntomas que informa la persona afectada, así como en el examen físico por un médico. La mayoría de las veces los médicos se basan en la historia médica, los riesgos ocupacionales y recreacionales,  la intensidad del dolor, en un examen físico para localizar la fuente del dolor. En ocasiones se usan pruebas de laboratorio, radiografías o resonancias magnéticas. Los médicos buscan criterios concretos para diagnosticar cada desorden musculoesquelético sobre la base de la ubicación, tipo, e intensidad del dolor, así como en la restricción de movimiento que el paciente está experimentando. Una manera común de identificar los desórdenes musculoesqueléticos es el Cuestionario Nórdico que tiene un dibujo del cuerpo humano con varias áreas etiquetadas y con preguntas para que la persona identifique las áreas en que ha experimentado dolor y las áreas en las que el dolor interfiere con sus actividades normales.

## Causas
Los desórdenes musculoesqueléticos pueden surgir de la interacción de factores físicos con factores económicos, psicológicos, sociales, y  ocupacionales.
En países de la OCDE, la proporción de la población en edad de trabajar que depende de beneficios por discapacidades y enfermedades musculoesqueléticas ha tendido a aumentar, lo que ha repercutido negativamente en las personas afectadas, sus familias, sus empleadores y la sociedad en general. La gestión laboral de discapacidades (WPDM, por sus siglas en inglés) es un enfoque integral y cohesivo, que ofrece una amplia variedad de prácticas para los empleados que se lesionan o enferman. Estos programas típicamente comprenden múltiples componentes, tales como el contacto temprano, educación del personal y actividades de rehabilitación laboral.
Una revisión sistemática de 13 estudios, ocho realizados en Estados Unidos y cinco en Canadá, evaluó la efectividad de los programas laborales de gestión de discapacidades para fomentar el regreso al trabajo, sin embargo, no encontró evidencia adecuada para realizar una síntesis cuantitativa de los resultados, por lo que no fue posible llegar a una conclusión general acerca de la efectividad de estos programas. Tampoco se pudo determinar si son algunos componentes específicos de un programa o si es el conjunto de estos componentes los que están impulsando la efectividad. Se requieren investigaciones rigurosas adicionales, que garanticen un enfoque más amplio.